# Xã Dustin, Quận Holt, Nebraska
Xã Dustin (tiếng Anh: Dustin Township) là một xã thuộc quận Holt, tiểu bang Nebraska, Hoa Kỳ. Năm 2010, dân số của xã này là 23 người.